# Џура (Грчка)
Џура, Жура или Чора (грч. Πρασινάδα, Прасинада) је насељено место у општини Паранести у периферији Источна Македонија и Тракија, Грчка. Према попису из 2021. године било је 45 становника.
Према бугарском географу и историчару, Василу Канчову, у Џури је 1900. године живело 396 Словена муслимана. Године 1923. муслиманско становништво је принудно исељено у Турску а на њихово место су насељене грчке избегличке породице, којих је на попису из 1928. године било 299.